# Podsosonje (rejon bieżanicki)
Podsosonje (ros. Подсосонье) – wieś (ros. деревня, trb. dieriewnia) w zachodniej Rosji, w wołoście Luszczikskaja (osiedle wiejskie) rejonu bieżanickiego w obwodzie pskowskim.

## Geografia
Miejscowość położona jest 8 km od centrum administracyjnego osiedla wiejskiego (Luszczik), 11 km od centrum administracyjnego rejonu (Bieżanice), 123 km od stolicy obwodu (Psków).
W granicach miejscowości znajduje się ulica Polewaja (8 posesji).

## Demografia
W 2010 r. miejscowość nie posiadała mieszkańców.